# 松阪高速船

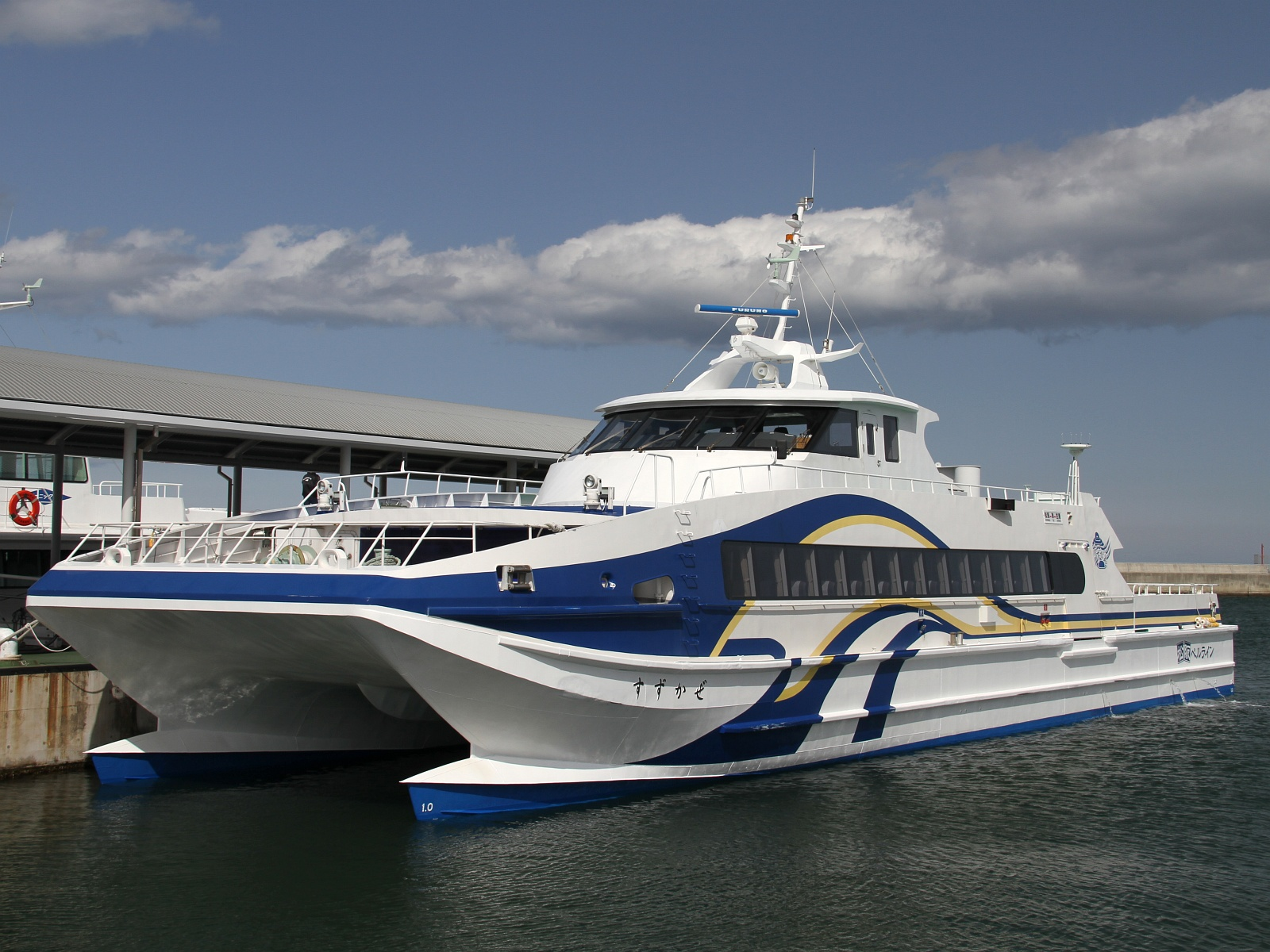
「すずかぜ」（写真は、津エアポートラインに継承後のもの）

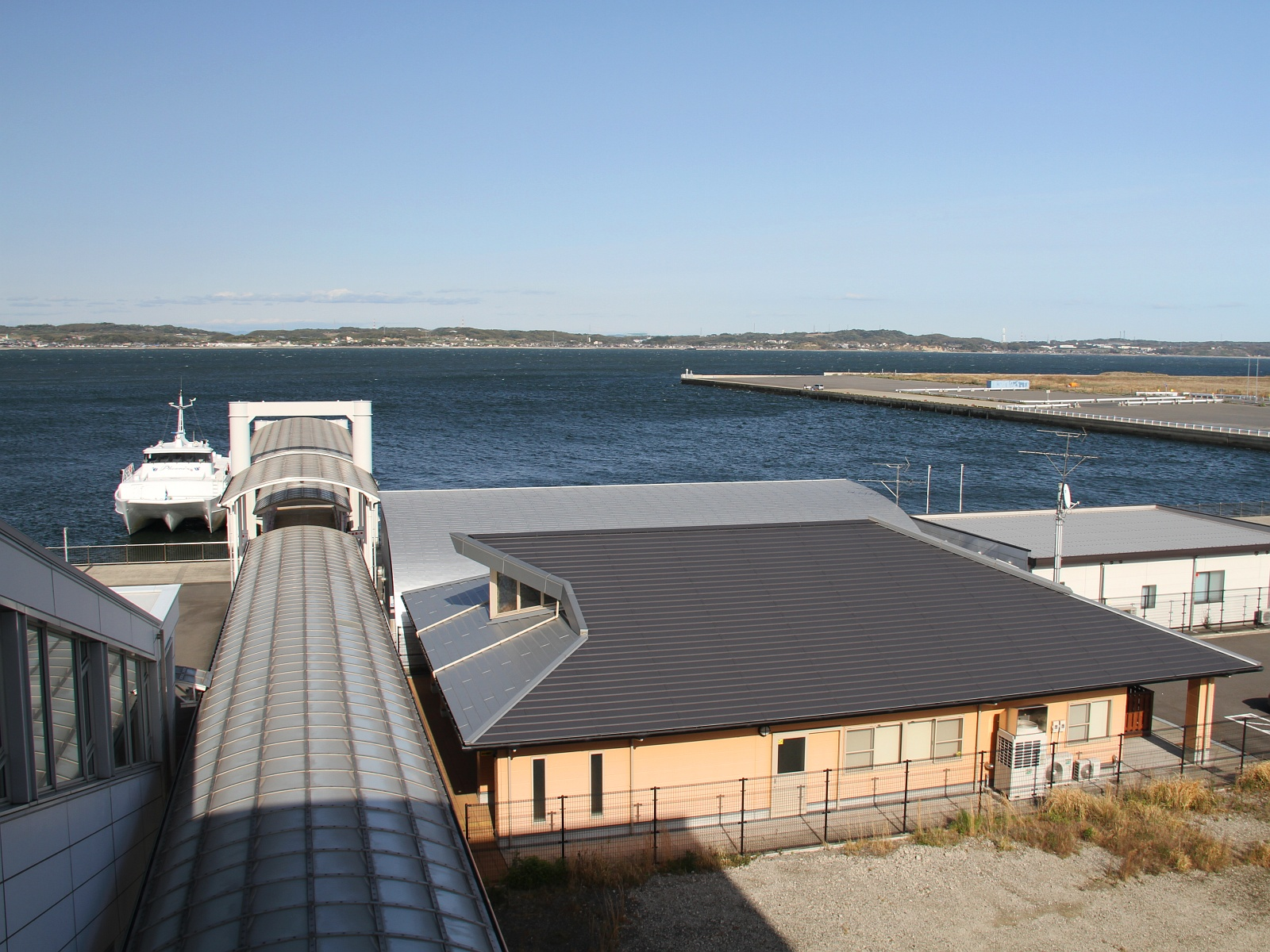
常滑港空港地区（中部国際空港）の港湾施設。中央には旅客施設が2棟並んでいるが、松阪高速船が使用していた手前の棟は2013年時点では使用されていない

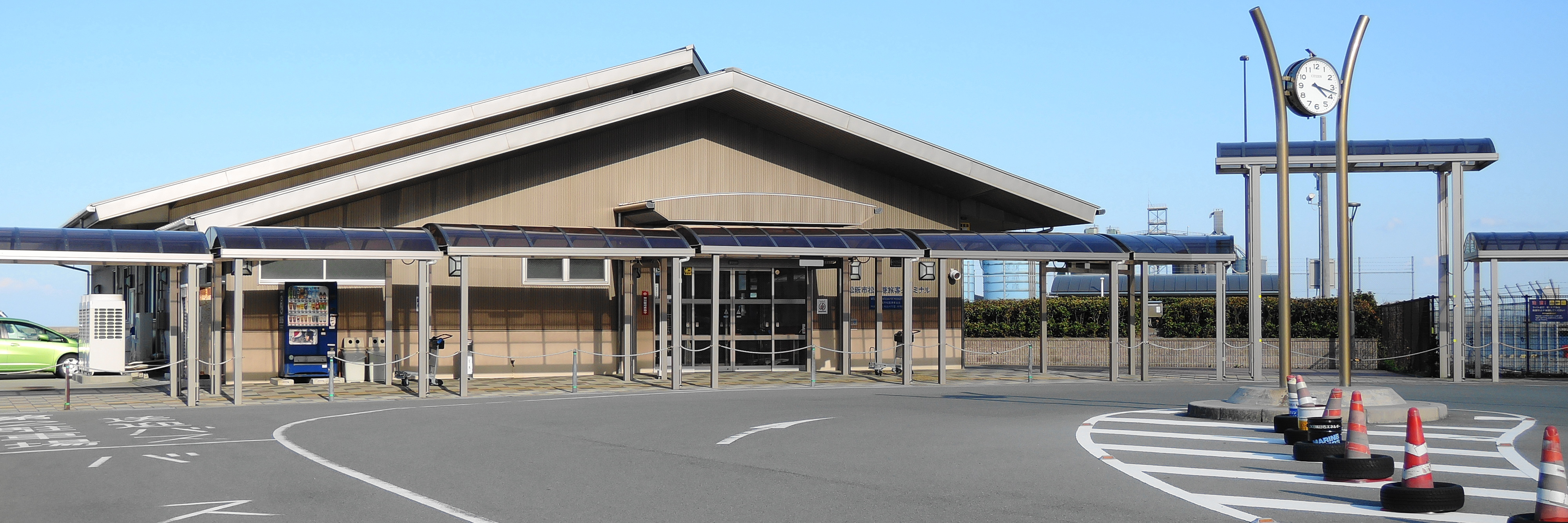
松阪港

松阪高速船株式会社（まつさかこうそくせん）は、かつて三重県松阪市に本社を置いていた海運会社。2009年（平成21年）8月31日まで三重県松阪市の松阪港と愛知県常滑市の中部国際空港を結ぶ旅客船「松阪ベルライン」を運航していた。

## 歴史
江崎汽船（熊本県）が主体となり会社を設立し、2006年（平成18年）12月20日、運航を開始した。需要予想は1日あたり600人であったが、最も利用者が多かった2008年（平成20年）度でも1日あたり340人程度にとどまった。
航路開業から半年あまりが経過した2007年（平成19年）8月から1年間の利用者数は約1.2万人で、採算ラインを約3万人割り込んだ上、燃料費高騰などもあり約8,000万円の累積赤字（2008年（平成20年）7月期）が見込まれることから経営難に陥った。こうした状況に対して同社は松阪市に公的補助を求めたが、同市は松阪高速船の親会社と「赤字補填はしない」という協定を結んでいた。
しかし2008年（平成20年）9月の燃料油価格変動調整金制度導入にあたって同市は「利用促進のためであって赤字補填ではない」として調整金分の運賃補填を決定した。これに対し津市と中部国際空港を結ぶ航路を運営する津エアポートラインは「（競合航路に偏った公的補助が行われると）健全な競争ができない」として反発した。
その後、2009年（平成21年）8月31日をもって同社による運航を終了し、翌日より津エアポートラインが同航路の運航を引き継いだ。しかし津エアポートラインによる運航も2016年（平成28年）12月19日の契約満了によって終了した。

### 沿革
- 2006年（平成18年）12月20日 - 松阪港-中部国際空港間の運航開始（1日片道あたり7便）。
- 2008年（平成20年）
  - 2月1日 - 1日片道あたり8便に増便。
  - 6月1日 - 原油高に伴い運賃を大人2,100円から2,400に値上げ。
  - 9月1日 - 燃料油価格変動調整金を導入。ただし、松阪市が調整金分の運賃を補填することにより、乗客が支払う運賃は据え置かれた。
- 2009年（平成21年）8月31日 - 経営難により航路事業から撤退。翌日より津エアポートラインが運航を引き継いだ。
- 2018年（平成30年）8月6日 - 清算結了。[4]

## 運航していた船舶
すずかぜ
約130総トン、全長約31.5m、幅約8.0m、出力3,590馬力、航海速力31ノット以上。
旅客定員108名。常石林業建設（現ツネイシクラフト&ファシリティーズ）建造。
アルミニウム合金製の双胴船。
まつかぜ
※ 予備船